# Ophiorrhiza fibrillosa
Ophiorrhiza fibrillosa är en måreväxtart som beskrevs av Henry Nicholas Ridley. Ophiorrhiza fibrillosa ingår i släktet Ophiorrhiza och familjen måreväxter. Inga underarter finns listade i Catalogue of Life.